# Diablo: Hellfire
A Diablo: Hellfire egy, a Synergistic Software által fejlesztett hack and slash szerepjáték műfajú videójáték, amelyet 1997. november 24-én adott ki a Sierra On-Line. A videójáték a Blizzard Entertainment által készített Diablóhoz megjelent egyetlen kiegészítője, és amely az alapjáték nélkül is játszható.

## Történet
Egy ismeretlen varázsló véletlenül megidéz egy erős démont, Na-Krul-t Tristram városában, ám mielőtt az elszabadulhatott volna, a varázsló mágikus pecsétekkel elszigeteli őt egy titokzatos kripta mélyén. A kalandozóra vár a feladat, hogy eljusson a kripta mélyére és végezzen a démonnal.
A Hellfire története az alapjáték történetével egy időben játszódik, és két teljesen új környezetű helyszínt nyújt; az első a Festering Nest (avagy Nest), amelyet csak akkor lehet elérni, ha a játékos karaktere minimum 15. szintű avagy a fő küldetésláncban a Caves („barlangok”) résznél tart. Ha megfelel ezeknek a követelményeknek, a város északkeleti felében álldogáló Lester-hez kell menni, aki egy rúnabombát (rune bomb) dob le a földre, amit a játékos felvehet. Ezután el kell menni a város délkeleti sarkába, egy kis híd elé, ahol jól megfigyelhető a földből kibújt, rovarszerű csápok, majd a karakter leltárából (inventory) ki kell szedni és egyszerűen rá kell hajítani a rúnabombát, a robbanást követően pedig már be lehet lépni a „fészekbe” (Hive). Ez a nyálkás és savas megjelenésű, különféle nagyra nőtt ízeltlábúakból és szörnyszülöttektől hemzsegő barlang 4 szintből áll. A negyedik szinten található a rovarszörnyeket vezető lény, a Defiler („bemocskoló”), akit elpusztítva a kalandozó megszerezheti a katedrális térképét (cathedral map), amely a második új környezethez, a Demon Crypts-hez vezet. A térkép birtokában a korábban megnyitott Fészek előtti ház bejáratánál álló Gillian felad egy küldetést, amivel a játékos már felhasználhatja azt. A katedrális keleti oldalán lévő sírkertnél megtalálható egy míves kriptafedél, arra kell rádobni a térképet, ezzel felnyitva a kriptát (Crypt). A kripta a korábbitól teljesen eltérő kinézetű, fekete márvánnyal borított, démonszobrokkal teli díszes hely, ahol természetesen élőhalottak és különféle démonok találhatóak meg, és ugyancsak 4 szintből áll. A negyedik szinten található Na-Krul terme, akit egy kar meghúzásával lehet kiengedni, de előtte lehetőség van az ismeretlen varázsló által hátrahagyott grimoár áttanulmányozásával, a terem előtt található könyvek megfelelő sorrendbe való felolvasásával jelentősen meggyengíteni a démont. A démon néhány varázstárgy mellett a játék legerősebb, a közelben tartózkodó ellenfeleket egyidejűleg sebző varázslatát, az apokalipszist (Apocalypse) megtanító könyvet is eldobja, ami igen értékes jutalom.

## Újdonságok
A két új helyszín egyedi szörnyekkel van tele, akik az alapjátékban egyáltalán nem találhatóak meg. A kiegészítő egy új oldallal bővíti a karakter varázskönyvét (spellbook), ahová az újonnan megtanulható varázslatok kerülhetnek, továbbá új fegyver- és páncélzat-bónuszokat valamint egy-két új tárgytípust is tartalmaz; az egyik az olaj (oil), amellyel felerősíthető a karakter által hordott fegyverzet és páncélzat, megnövelve ezáltal a sebzést, a védelmet, a tartósságot vagy egyéb bónusz nyújtva, a másik pedig a rúna (rune), amely csapdaként lehelyezhető a földre, az ellenség pedig rálépve aktiválja, ezzel tűz vagy villámsebzést okozva benne, vagy akár kővé változtatva őt. Az előbb említett olajokat nem lehet megvásárolni, hanem a kalandozás során dobják el a szörnyek vagy esnek ki ládákból, és többségük hatása csak az adott játék alatt marad fenn.
További újdonság egy új játszható karakterosztály, a szerzetes (monk) megjelenése. Ez a közelharci karakterosztály kétkezes botot forgat, nagy a támadási sebessége, és rendelkezik a Search („keresés”) kezdőképességgel, aminek köszönhetően a földre esett felszedhető tárgyak egy időre kékes körvonalat kapnak, ezáltal megkönnyítve megtalálásukat.

## Rejtett tartalmak
A Hellfire további két új karakterosztállyal és küldetéssel is szolgál, de ezek eléréséhez szükség van a játék főmappájában lévő parancsfájl módosításához. Az alábbi angol nyelvű oldalon leírják, hogyan lehet ezeket a tartalmakat aktiválni.
A command.txt fájl módosításával az alábbi két új karakterosztály válik elérhetővé; az egyik a bárd (bard), amely a korábbi íjászhoz (rogue) hasonló megjelenésű, csak képes két egykezes fegyvert egyszerre forgatni, és rendelkezik az Identify („azonosítás”) kezdőképességgel, amivel magától azonosíthatja az ismeretlen mágikus tárgyakat. A másik pedig a barbár (barbarian), amely a korábbi harcoshoz (warrior) hasonló megjelenésű, de csak kétkezes fegyvereket forgathat, és rendelkezik a Rage („düh”) kezdőképességgel, ami pár másodpercre jelentősen megnöveli fizikai sebzését, védelmét és életerejét, de a hatás végeztével ugyanannyi időre legyengíti őt.
A két új küldetés közül az egyik a „tehenes” (cow), amelyet Lester ad fel. Arra kéri a kalandozót, hogy a Fészek mélyén találja meg „rendes” ruháját, jutalma ezért a „marhavért” (bovine plate) nevű egyedi (unique) minőségű (és kinézetű) páncélzat. A másik küldetést a boszorkány Adria kunyhójához vezető szigeten található, csak a fájl módosítása után megjelenő új NPC (non-player character, „nem-játékos karakter”), Celia adja fel. A kékes-fehér ruhába lévő kislány arra kéri a kalandozót, hogy szerezze vissza a Fészek harmadik szintjén lévő Hork Demon-tól Theo nevű plüssmedvéjét, cserébe pedig egy egyszerű mágikus nyakéket ad.